# Liste der Baudenkmäler in Aurach (Landkreis Ansbach)
Auf dieser Seite sind die Baudenkmäler in der mittelfränkischen Gemeinde Aurach zusammengestellt. Diese Tabelle ist eine Teilliste der Liste der Baudenkmäler in Bayern. Grundlage ist die Bayerische Denkmalliste, die auf Basis des Bayerischen Denkmalschutzgesetzes vom 1. Oktober 1973 erstmals erstellt wurde und seither durch das Bayerische Landesamt für Denkmalpflege geführt wird. Die folgenden Angaben ersetzen nicht die rechtsverbindliche Auskunft der Denkmalschutzbehörde.
 Diese Liste gibt den Fortschreibungsstand vom 15. April 2020 wieder und enthält 30 Baudenkmäler.

## Baudenkmäler nach Gemeindeteilen

### Aurach
| Lage                                          | Objekt                                     | Beschreibung | Akten-Nr.              | Bild           |
| --------------------------------------------- | ------------------------------------------ | --- | ---------------------- | -------------- |
| Im Mooshof 4 (Standort)                       | Ehemalige Vogtei, jetzt Rathaus            | An Stelle einer mittelalterlichen Wasserburg errichteter zweigeschossiger Satteldachbau auf hohem Kellergeschoss, dendrochronologisch datiert 1511                                                                                | D-5-71-114-3 Wikidata  | weitere Bilder |
| Im Mooshof 4 (Standort)                       | Ehemalige Vogtei, Grabenanlage             | Zurückgehend auf das 10. Jahrhundert | D-5-71-114-3 Wikidata  | weitere Bilder |
| Im Mooshof 4 (Standort)                       | Ehemalige Vogtei, Zufahrt                  | Zweibogige Quaderbrücke, 1728 | D-5-71-114-3 Wikidata  | weitere Bilder |
| Im Mooshof 5 (Standort)                       | Ehemaliger Zwiehof, Wohnstallhaus          | Breiter erdgeschossiger Satteldachbau, verputztes Massivhaus, bezeichnet „1769“ | D-5-71-114-4 Wikidata  | weitere Bilder |
| Im Mooshof 5 (Standort)                       | Ehemaliger Zwiehof, Scheune                | Fachwerkbau mit Satteldach, zweite Hälfte 18. Jahrhundert | D-5-71-114-4 Wikidata  | weitere Bilder |
| Im Mooshof 29 (Standort)                      | Votivkapelle                               | Dreiseitig geschlossener Putzbau mit profiliertem Traufgesims, 1673; mit Ausstattung | D-5-71-114-13 Wikidata | weitere Bilder |
| Kirchplatz 1 (Standort)                       | Katholische Pfarrkirche St. Peter und Paul | Ehemalige romanische Chorturmkirche, Umwandlung zur spätgotischen Saalkirche mit Polygonalchor und nördlichem Winkelturm, zweite Hälfte 15. Jahrhundert, Turmobergeschoss 1744/46, Verlängerung nach Westen 1933; mit Ausstattung | D-5-71-114-5 Wikidata  | weitere Bilder |
| Kirchplatz 1 (Standort)                       | Friedhofsmauer                             | Werkstein | D-5-71-114-5 Wikidata  | weitere Bilder |
| Kirchplatz 7 (Standort)                       | Wohnhaus                                   | Zweigeschossiger Giebelbau mit Satteldach und Fachwerk-Obergeschoss, 18. Jahrhundert, nördlich angebaut Remise, schmaler Holzbau mit Satteldach, zweite Hälfte 19. Jahrhundert                                                    | D-5-71-114-6 Wikidata  | weitere Bilder |
| Kleine Aurach (Standort)                      | Johann-Nepomuk-Kapelle                     | Vierseitiges offenes Gehäuse mit gemauerter Rückwand und Holzstützen, 18. Jahrhundert, Gehäuse teilweise erneuert; mit Ausstattung                                                                                                | D-5-71-114-11 Wikidata | weitere Bilder |
| Stadeler Straße; Stadeler Straße 1 (Standort) | Wegkapelle                                 | Kleiner gerade schließender Putzbau mit Traufgesims, um 1800; mit Ausstattung | D-5-71-114-10 Wikidata | BW             |
| Steckbergfeld (Standort)                      | Wegkapelle                                 | Kleiner verputzter Nischenbau, Altarstein bezeichnet „1928“ | D-5-71-114-16 Wikidata | BW             |
| Weinberger Straße (Standort)                  | Bildsäule                                  | Sandsteinsäule mit Reliefplatte, bezeichnet „1728“ | D-5-71-114-15 Wikidata | weitere Bilder |
| Weinberger Straße 9 (Standort)                | Wohnhaus                                   | Zweigeschossiger Putzbau mit Walmdach, vor 1826 | D-5-71-114-8 Wikidata  | weitere Bilder |
| Weinberger Straße 12 (Standort)               | Wohnhaus                                   | Erdgeschossiger Putzbau mit Fachwerkgiebel, 17./18. Jahrhundert | D-5-71-114-9 Wikidata  | weitere Bilder |
| Weinberger Straße 14 (Standort)               | Marienkapelle                              | Kleiner neugotischer Putzbau mit geradem Abschluss und Satteldach, 1933; mit Ausstattung | D-5-71-114-12 Wikidata | weitere Bilder |
| Weinberger Straße 45 (Standort)               | Kapelle                                    | Kleiner verputzter Satteldachbau, 17./18. Jahrhundert | D-5-71-114-14 Wikidata | BW             |

### Dietenbronn
| Lage                     | Objekt               | Beschreibung                                                                                | Akten-Nr.              | Bild |
| ------------------------ | -------------------- | ------------------------------------------------------------------------------------------- | ---------------------- | ---- |
| Dietenbronn 4 (Standort) | Ehemaliger Bauernhof | Erdgeschossiges massives Wohnstallhaus mit Satteldach und Putzgliederung, bezeichnet „1808“ | D-5-71-114-17 Wikidata | BW   |

### Eyerlohe
| Lage                   | Objekt                        | Beschreibung | Akten-Nr.              | Bild |
| ---------------------- | ----------------------------- | --- | ---------------------- | ---- |
| In Eyerlohe (Standort) | Katholische Kapelle St. Vitus | Ehemalige Pestkapelle, kleiner Saalbau mit geradem Chorschluss, Putzgliederung und Dachreiter, 1747, nach historischem Vorbild erneuert 1952; mit Ausstattung | D-5-71-114-18 Wikidata | BW   |

### Hilsbach
| Lage                   | Objekt                                  | Beschreibung                                                                             | Akten-Nr.              | Bild           |
| ---------------------- | --------------------------------------- | ---------------------------------------------------------------------------------------- | ---------------------- | -------------- |
| Brünnelfeld (Standort) | Bildstock                               | Kleine Nischenanlage mit Putzgliederung, Pyramidendach und Eisenkreuz, bezeichnet „1724“ | D-5-71-114-22 Wikidata | weitere Bilder |
| Hilsbach 23 (Standort) | Katholische Kapelle Unserer Lieben Frau | Kleiner Satteldachbau mit eingezogener Apsis und Dachreiter, 1738; mit Ausstattung       | D-5-71-114-21 Wikidata | weitere Bilder |

### Wahrberg
| Lage                      | Objekt                                                                  | Beschreibung | Akten-Nr.              | Bild           |
| ------------------------- | ----------------------------------------------------------------------- | --- | ---------------------- | -------------- |
| Gut Wahrberg 1 (Standort) | Spornburg, ehemalige Vogtei und Adelsburg, sogenanntes Schloss Wahrberg | Auf einer langen Bergzunge angesiedelte Burganlage anstelle einer Viereckschanze, vor allem im 12. und 13. Jahrhundert ausgebaut, tiefgreifende Veränderungen 1613, im 18. Jahrhundert und nach Brand 1905: ehemaliger Palas, dreiflügeliges Schlossgebäude mit zweigeschossigen verputzten Walmdachbauten, 1613, Keller und Verlies im Kern 12. bis 14. Jahrhundert, große Veränderungen nach 1905 | D-5-71-114-23 Wikidata | weitere Bilder |
| Gut Wahrberg 1 (Standort) | Torturm mit Einfahrt                                                    | Verputzter Massivbau mit Zeltdach, bezeichnet „1745“ | D-5-71-114-23 Wikidata | BW             |
| Gut Wahrberg 1 (Standort) | Ehemalige Schlossökonomie                                               | Zweigeschossige verputzte Walmdachbauten, im Kern 1613, verändert nach 1905 | D-5-71-114-23 Wikidata | BW             |
| Gut Wahrberg 1 (Standort) | Verbindungsbrücke                                                       | Bogenbrücke aus Bruchstein, erste Hälfte 18. Jahrhundert | D-5-71-114-23 Wikidata | BW             |
| Gut Wahrberg 1 (Standort) | Straßenbefestigung                                                      | 17./18. Jahrhundert | D-5-71-114-23 Wikidata | BW             |
| Gut Wahrberg 1 (Standort) | Ehemalige Grabenanlage                                                  | Weitestgehend verfüllt, geht auf mittelalterliche Anlage zurück | D-5-71-114-23 Wikidata | BW             |
| Gut Wahrberg 1 (Standort) | Befestigungsmauer                                                       | aus Bruchstein, 12./13. Jahrhundert | D-5-71-114-23 Wikidata | BW             |
| Gut Wahrberg 1 (Standort) | Barockgarten                                                            | terrassiert und mit vasengekrönten Pylonen, erste Hälfte 18. Jahrhundert | D-5-71-114-23 Wikidata | BW             |
| Rothfeld (Standort)       | Feldkapelle, sogenannte Laurentiuskapelle                               | Verputzter Satteldachbau mit geschwungenem Traufgesims, um 1700 | D-5-71-114-24 Wikidata | BW             |

### Weinberg
| Lage                                | Objekt                                                              | Beschreibung                                                                                    | Akten-Nr.              | Bild           |
| ----------------------------------- | ------------------------------------------------------------------- | ----------------------------------------------------------------------------------------------- | ---------------------- | -------------- |
| Bachgasse (Standort)                | Prozessionskapelle                                                  | Kleine verputzte Nischenanlage mit Dreiecksgiebel, 18. Jahrhundert                              | D-5-71-114-28 Wikidata | weitere Bilder |
| Dorfwiesen; Westbergfeld (Standort) | Ehemaliger Ortsetter, vier Grenzsteine von ehemals 40               | Sandstein, 1537 und 1738                                                                        | D-5-71-114-34 Wikidata | BW             |
| Feuchtwanger Straße 26 (Standort)   | Prozessionskapelle                                                  | Verputzter Kleinbau mit Satteldach, 18. Jahrhundert                                             | D-5-71-114-29 Wikidata | weitere Bilder |
| Kirchstraße 1 (Standort)            | Prozessionskapelle                                                  | Verputzte Nischenanlage mit Dreiecksgiebel, 18. Jahrhundert                                     | D-5-71-114-26 Wikidata | weitere Bilder |
| Kirchstraße 4 (Standort)            | Katholische Pfarrkirche Mariä Sieben Schmerzen, ehemals St. Ägidius | Mittelalterlicher Chorturm mit Spitzhelm, 14./15. Jahrhundert, Langhaus modern; mit Ausstattung | D-5-71-114-25 Wikidata | weitere Bilder |
| Kirchstraße 4 (Standort)            | Reste der ehemaligen Friedhofsmauer                                 | Im Kern wohl mittelalterlich                                                                    | D-5-71-114-25 Wikidata | BW             |
| Kreisstraße AN 3 (Standort)         | Sühnekreuz                                                          | Aus Sandstein, mittelalterlich                                                                  | D-5-71-114-32          | BW             |
| Nähe Röttenbacher Straße (Standort) | Prozessionskapelle                                                  | Verputzter Satteldachbau mit Traufprofil, 18. Jahrhundert                                       | D-5-71-114-27 Wikidata | weitere Bilder |
| Nähe Zur Wiesethquelle (Standort)   | Sühnekreuz                                                          | Aus Sandstein, mittelalterlich                                                                  | D-5-71-114-30          | weitere Bilder |
| Vehlberger Wegfeld (Standort)       | Sühnekreuz                                                          | Aus Sandstein, mittelalterlich                                                                  | D-5-71-114-33          | BW             |

### Windshofen
| Lage                          | Objekt                                                       | Beschreibung                                                                                | Akten-Nr.              | Bild                                                                                        |
| ----------------------------- | ------------------------------------------------------------ | ------------------------------------------------------------------------------------------- | ---------------------- | ------------------------------------------------------------------------------------------- |
| Leichte Feld (Standort)       | Katholische Wallfahrtskirche und Filialkirche Mater Dolorosa | Schlichte historisierende Chorturmkirche mit angefügter Sakristei, 1855/56; mit Ausstattung | D-5-71-114-35 Wikidata | weitere Bilder                                                                              |
| Nähe Elbleinsmühle (Standort) | Sühnekreuz                                                   | Aus Sandstein, mittelalterlich                                                              | D-5-71-114-37          | [[Vorlage:Bilderwunsch/code!/C:49.21876,10.39296!/D:Nähe Elbleinsmühle , Sühnekreuz!/\|BW]] |

## Abgegangene Baudenkmäler
In diesem Abschnitt sind Objekte aufgeführt, die früher einmal in der Denkmalliste eingetragen waren, jetzt aber nicht mehr existieren, z. B. weil sie abgebrochen wurden. Aktennummern in diesem Abschnitt sind ehemalige, jetzt nicht mehr gültige Aktennummern.

| Lage                                  | Objekt                                                               | Beschreibung | Akten-Nr.              | Bild |
| ------------------------------------- | -------------------------------------------------------------------- | --- | ---------------------- | ---- |
| Aurach Ansbacher Straße 7 (Standort)  | Wohnstallhaus                                                        | Erdgeschossig, verputzter Fachwerkgiebel, 17./18. Jahrhundert | D-5-71-114-1 Wikidata  | BW   |
| Aurach Ansbacher Straße 21 (Standort) | Ehemaliger Dreiseithof und ehemaliges Schmiedeanwesen, Wohnstallhaus | Mehrteiliger, eingeschossiger Frackdachbau mit zweigeschossigem Querhaus, verputztes Ziegelmauerwerk, im Kern Mitte 18. Jahrhundert, umgebaut und erweitert nach 1826 | D-5-71-114-38 Wikidata | BW   |
| Aurach Ansbacher Straße 21 (Standort) | Ehemaliger Dreiseithof und ehemaliges Schmiedeanwesen, Scheune       | Fachwerksichtig, um 1800, erweitert nach 1826 | D-5-71-114-38 Wikidata | BW   |
| Aurach Ansbacher Straße 21 (Standort) | Ehemaliger Dreiseithof und ehemaliges Schmiedeanwesen, Wohnhaus      | Eingeschossiger Frackdachbau mit zweigeschossigem Querhaus, verputztes Ziegelmauerwerk, im Kern Mitte 18. Jahrhundert, Umbauten im 19. Jahrhundert                    | D-5-71-114-38 Wikidata | BW   |
| Aurach Ansbacher Straße 21 (Standort) | Ehemaliger Dreiseithof und ehemaliges Schmiedeanwesen, Wohnstallhaus | Ein- bzw. zweigeschossiger Satteldachbau, Bruchsteinmauerwerk, im Kern 18. Jahrhundert, Umbauten nach 1900                                                            | D-5-71-114-38 Wikidata | BW   |
| Aurach Ansbacher Straße 21 (Standort) | Ehemaliger Dreiseithof und ehemaliges Schmiedeanwesen, Schmiede      | Eingeschossiger, massiver Satteldachbau, nach 1826 | D-5-71-114-38 Wikidata | BW   |